# معركة باني بت الثالثة
معركة بانيبات الثالثة وقعت في 14 يناير 1761 في بانيبات، على بعد حوالي 97 كم (60 ميلاً) شمال دلهي، بين إمبراطورية المراثا والجيش الأفغاني بقيادة أحمد شاه دوراني، بدعم من ثلاثة حلفاء هنود - روهيلا (نجيب الدولة)، أفغان من منطقة الدواب، وشجاع الدولة - (نواب عوده). كان جيش المراثا بقيادة ساداشيف بهاو الذي كان ثالثًا في السلطة بعد تشاتراباتي (ملك المراثا) والبيشوا (رئيس وزراء المراثا). تمركز جيش المراثا الرئيسي في ديكان مع البيشوا. عسكريا، دارت المعركة بشكل رئيس بين سلاحي المدفعية والفرسان من جانب إمبراطورية مارثا ضد سلاح الفرسان الثقيل والمدفعية المتحركة والجيزايل من جانب الأفغان وروهيلا بقيادة أحمد العبدلي ونجيب الدولة، وكلاهما من أصول أفغانية. تعتبر المعركة واحدة من أكبر المعارك وأهمها في القرن الثامن عشر،  ولها ربما أكبر عدد من القتلى في يوم واحد تم الإبلاغ عنه في معركة كلاسيكية بين جيشين.